# كنيسة القديس يوسف (الناصرة)

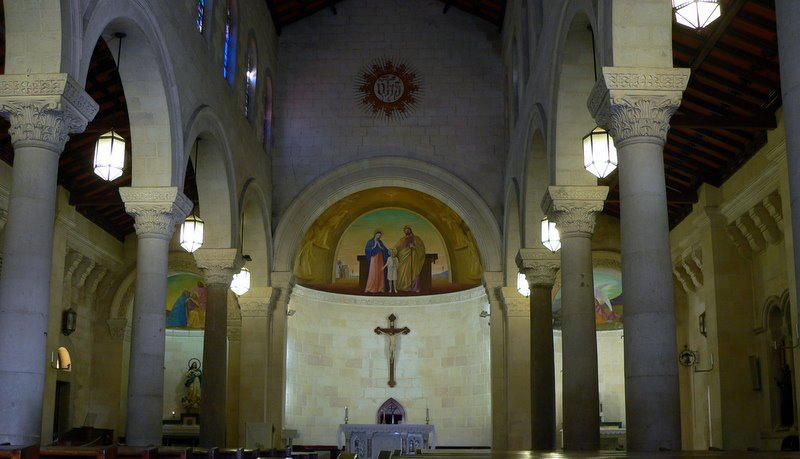
داخل كنيسة القديس يوسف في الناصرة

تقع كنيسة القديس يوسف في مدينة الناصرة شمال إسرائيل. بنيت كنيسة القديس يوسف على المكان الذي كانت فيه كما تروي التقاليد منجرة يوسف، زوج مريم، أم يسوع، كما تنسب بعض التقاليد المكان لبيت يوسف.
قضى يسوع المسيح في هذه الكنيسة حياته الخفية، وحول اليهود المتنصرين هذا المكان إلى كنيسة منذ الأيام الأولى. ثم شيد البيزنطيون «كنيسة الرعاية» وفيها اكتشفت آثار بئر عام 1914، لكن بعد الاحتلال العربي، تحولت الكنيسة إلى بيت سكن إلى أن جاء الصليبيون فشيدوا مكان البيت كنيسة كبيرة، لكنها عادت بيت سكن بعد رحيلهم.
اشترى الفرنسيسكان كل البيوت العربية في الناصرة عام 1600، وأعادوا بناء الكنيسة، ثم رمموها عام 1914. أقيمت هذه الكنيسة الفرنسيسكانية عام 1914 فوق بقايا كنائس أكثر قدمًا وهي تقع في باحة بازيليكا البشارة. في القبو (الطابق السفلي للكنيسة) يمكن رؤية بئر مياه قديمة، لوحات فسيفسائية، مغر ومخازن للغلال من بقايا الناصرة القديمة في القرنين الثاني والأول قبل الميلاد. إحدى المغر استعملت، حسبما تروي التقاليد، كمحل عمل ليوسف النجار. وهذه الكنيسة أيضا مثلها مثل كنيسة البشارة لللاتين، بنيت في مكان كانت فيه قرية الناصرة في فترة يسوع. في هذه الكنيسة يمكن ملاحظة الجذور اليهودية للمسيحية: في الماضي، قبل المصلون المسيحيون فرض العماد اليهودي وبنوا في الكنيسة بركا لهذا الغرض.